# Јеспер Јенсен
Јеспер Јенсен (дан. Jesper B. Jensen; Редовре, 30. јул 1991) професионални је дански хокејаш на леду који игра на позицији одбрамбеног играча.
Члан је сениорске репрезентације Данске за коју је дебитовао на светском првенству 2011. године. На том првенству Јенсен је био најмлађи члан данске репрезентације.

## Каријера
Играчку каријеру започео је у екипи Редевра у родном граду одакле је као 19-огодишњак прешао у Шведску где је провео наредних 5 сезона. Од 2015. игра за фински Јокерит у Континенталној хокејашкој лиги.